# Дикость (фильм, 1998)
«Дикость» (англ. Wild Things; дословно — «Дикие штучки»; в постсоветском видеопрокате выпускался также под названием «Озверевшие») — эротический детективный триллер 1998 года, снятый режиссёром Джоном МакНотоном. В главных ролях снялись Мэтт Диллон, Кевин Бейкон, Нив Кэмпбелл и Дениз Ричардс.

## Слоганы[2]
- «Стань диким» (англ. Get Wild).
- «Её красота требует жертв!» (официальный русский слоган)
- «Будь диким. Будь грешен. Будь осторожен» (англ. Be wild. Be wicked. Beware).
- «Они до смерти хотят „поиграть“ с тобой» (англ. They’re dying to play with you).
- «Они прекрасны и опасны» (англ. They can turn you on or turn on you).
- «Тот, кто не рискует, не знает, что значит веселье!» (нем. Sie würden für ihr Leben gern mit dir spielen!) (англ. No Risk, No Fun)

## Сюжет
Сэм Ломбардо — психолог колледжа в несуществующем городке Блю-Бэй, штат Флорида (городок служит основным местом событий четырёх частей киносериала). У него много связей среди женщин и отличный контакт со своими учениками — на рабочем столе Сэма стоит выигранный им кубок «Лучшему наставнику года». Блю Бэй — небольшой городок старой закваски, который местная аристократия держит в своих руках. Дочь одной из местных аристократок, бывшей возлюбленной Сэма и променявшей его на нового мачо, Келли Ван Райан — красивая избалованная школьница, влюбившаяся в Сэма. Всеми способами она пытается завоевать внимание Сэма, и когда понимает, что её попытки тщетны, решается на крупную игру — обвиняет учителя в изнасиловании. Санкции следуют незамедлительно: Ломбардо теряет работу и оказывается изгоем в городе. Понимая, что никто из местных юристов не выступит на его стороне, он нанимает эксцентричного адвоката Кеннета Боудена — ему Сэм клянётся, что и пальцем не трогал Келли.
Ситуация ухудшается, когда Сьюзи, ещё одна бывшая студентка, куратором которой в своё время был Сэм, также обвиняет Ломбардо в изнасиловании. Сьюзи не чиста перед законом — за её плечами приводы в полицию, исключение из колледжа за разбитое окно, полгода, проведённые в тюрьме за наркотики.
В зале суда разгорается конфронтация — ведь судьбу Сэма должны решить двенадцать присяжных заседателей, и ради этого ломают копья обвинение и защита.
Обвинительное выступление Келли, приведённой к присяге, очень трогательно.
Приходит очередь Сьюзи. Под напором Боудена, который ловко оперирует фактами из биографии девушки, Сьюзи ломается и сознаётся, что Сэм не насиловал её. Начиная всё больше откровенничать, Сьюзи в зале суда говорит о том, что она хотела отомстить Ломбардо за то, что тот не помог ей, когда она попала за решётку. Также она во всеуслышание заявляет, что Келли пошла на ложь, чтобы отомстить Сэму, который спал с её матерью. Не выдержавшая Келли швыряет в Сьюзи стакан, тем самым срывая заседание и подрывая доверие к заявлениям обеих девушек. Семья Ван Райанов публично унижена; Сэм и его адвокат в качестве компенсации получают от Ван Райанов 9 млн долларов.
Несколько позже выясняется, что Сэм, Сьюзи и Келли были в сговоре — этой же ночью они празднуют победу групповым сексом.
Со стороны полиции делом занимались детективы по расследованию преступлений на сексуальной почве, и у одного из них, Рэя Дакетта, есть серьёзные подозрения насчёт всей этой истории. Он начинает «копать» на каждого из троицы, и, как вскоре оказалось, подозрения детектива имели под собой серьёзные основания — Келли, пытавшаяся во время ссоры убить подругу, начинает с ней страстно целоваться, а лишившийся работы и поддержки друзей, бывший до этого банкротом Сэм внезапно начинает транжирить деньги — покупает пятидесятиметровую яхту за $160 000 и собственный остров.
После бесед Рэя с девушками, каждая начинает опасаться предательства другой, и, взвинтив себя, они подстёгивают Сэма: Келли и Сэм боятся, что бывшая наркоманка Сьюзи сломается, и решают избавиться от неё. Келли заманивает Сьюзи на берег и напаивает её, а Сэм убивает Сьюзи при помощи бутылки. Замотав тело Сьюзи в одеяло и плёнку, которые они находят в машине матери, на которой приехала Келли, они избавляются от него.
Позже на берегу детектив Дакетт находит кровь и зубы предположительно пропавшей Сьюзи. Дакетт подозревает Сэма и Келли в убийстве Сьюзи, но шеф полиции, не желая предавать огласке столь скандальное дело и ссориться с матерью Келли, запрещает ему преследовать Сэма. Рэй вынужден просить об одолжении свою напарницу, которая начинает слежку за Сэмом. Сэм замечает её и приглашает к себе в дом, в котором передаёт ей досье на Келли, щедро наполненное промахами девушки в жизни, и вообще всячески поливает её грязью. Сэм собирается уезжать, его уже ждёт такси и он «отпрашивается» у детектива, которая вынуждена его отпустить, не имея на руках улик.
После того, как выясняется, что найденные им зубы и кровь принадлежат Сьюзи, Рэй приезжает к Ван Райанам, думая, что следующей жертвой станет Келли, но девушка неожиданно оказывается вооружённой и нападает на детектива. Действие происходит за занавесками, слышны лишь звуки из-за закрытой двери и видны тени. Дакетт вынужден начать стрелять в ответ на выстрел Келли — в итоге обе выпущенные им с близкого расстояния пули попадают девушке в грудь. Прибежавшая мать становится невольным свидетелем финала драмы.
На состоявшемся по итогам служебного расследования заседании против детектива не было выдвинуто никаких обвинений, но в связи с убийством обеих девушек Рэя навсегда увольняют из полиции без права восстановления и без всякого пенсионного обеспечения.
Далее следует встреча бывшего детектива и Сэма в его бунгало на острове. Как выясняется, Ломбардо и Дакетт всё это время работали на пару. Сэм выражает своё неудовольствие с самоличным изменением плана, в результате которого Рэй убил Келли. Сославшись на то, что банк подготовит деньги для Рэя только через несколько дней, Сэм приглашает Рэя на рыбалку на борту своей яхты, где, пользуясь своими навыками яхтсмена, якобы случайно сбрасывает Рэя за борт. Падая, Рэю удаётся ухватиться за снасть и выбраться на борт яхты. В стычке всё решается при помощи оказавшейся живой и прятавшейся на яхте Сьюзи, которая убивает Рэя выстрелом из гарпуна.
У Сьюзи есть личные мотивы для мести Рэю: смерть её друга, Дэйви, которого Рэй убил несколько лет назад, и пребывание в тюрьме, куда её отправил Рэй. Она сперва отравляет Сэма, а затем подставляет под удар реей.
В это время напарница детектива беседует с матерью Сьюзи, которая открывает её глаза на некоторые факты из жизни дочери, касающиеся её бывшего напарника. Выясняется, что у Сьюзи была своя яхта, которой она прекрасно управляла, а на тестах на интеллектуальность девушка показывала удивительно высокие результаты.
В финальных титрах показывается серия флешбэков, из которых становится ясен весь план: Сьюзи, желая мести Сэму, который не помог ей избежать тюрьмы, расставив Рэя и Сэма в качестве пешек в своей игре, с самого начала планировала получить деньги, и не треть всей суммы; свою смерть и потерю зубов она инсценировала; Рэй намеренно убил Келли, сделав так, чтобы всё выглядело как самозащита во время попытки Келли убить его самого.
После титров следует сцена, в которой Сьюзи встречается с адвокатом Сэма, Боуденом — тот отдаёт ей большую часть денег, оставив себе плату за работу.

## В ролях
В скобках указаны имена актёров, дублировавших роль для официального российского проката:
- Мэтт Диллон (Вадим Гущин) — Сэм Ломбардо
- Кевин Бейкон (Анатолий Петров) — сержант Рэй Дакетт
- Нив Кэмпбелл (Ирина Мазуркевич) — Сьюзи Мари Толлер
- Дениз Ричардс (Татьяна Михалевкина) — Келли Ван Райан
- Тереза Расселл (Елена Соловьёва) — Сандра Ван Райан
- Дафна Рубин-Вега (Елена Павловская) — детектив Глория Перес
- Билл Мюррей (Валерий Кухарешин) — Кеннет Боуден
- Дженнифер Тейлор — Барбара Бакстер
- Роберт Вагнер — Том Бакстер
- Кэрри Снодгресс (Елена Ставрогина) — Руби
- Джефф Перри (Николай Буров) — Брайс Хантер
- Кори Пендерграст (Олег Куликович) — Джимми Лич
- Марк Маколэй (Алексей Гурьев) — Уолтер
- Той Свэн Степп (Светлана Репетина) — Николь
- Денис Нил — Арт Мэддокс

Режиссёр дубляжа — Наталья Федотова, перевод — Ольга Воейкова.

## Удалённые сцены
20 апреля 2004 года в США на DVD была выпущена нецензурируемая версия фильма «Unrated Edition», включающая следующие сцены, никогда ранее не издававшиеся:
- В начале школьные сцены перемежаются с видом девушек, занимающихся любовью.
- Расширенная версия разговор Дакетта и Перес о Сьюзи и Ломбардо.
- Расширенная сцена группового секса между Ломбардо, Келли и Сьюзан.
- Расширенная сцена любовной сцены между Келли и Сьюзи в бассейне.
- Келли поливает Дакетта из шланга, когда замечает, что тот следит за ней.
- Боуден и Бакстер ужинают в мексиканском ресторане.
- Кроме того, версия содержит альтернативные диалоги во многих сценах.
- Альтернативный финал: Бабушка Сьюзи показывает детективу Перес свой дом и, показывая семейный альбом, говорит, что она не настоящая бабушка девушки. В финале дед Келли узнаёт, что от него беременна девушка, которую он оставляет на погибель посреди болот, а Руби находит Сьюзи. Руби говорит детективу Перес, что Сандра Ван Райан — сестра Сьюзи, и Сьюзи занималась сексом со своей племянницей Келли — все эти сцены идут хронологически перед сценой разговора Перес и Уолтера.
- Две сцены добавлены в монтаж из флешбэков во время титров:

Келли приходит к Ломбардо в бар и предлагает ему кокаин — в конце они занимаются сексом, и в это время их фотографирует Сьюзи.
Ломбардо занимается сексом с Келли после сцены мойки машины.
Продолжительность расширенной версии 1 час 55 минут, в то время как оригинальный релиз длится 1 час 43 минуты.

## Съёмки
Съёмки фильма проходили в таких городах штата Флорида, как Корал-Гейблс, Форт-Лодердейл, Ки-Бискани, Майами и Вирджиния-Ки, а также в районе Коконат-Гров. Кроме того, съёмки проходили в Сан-Педро в Лос-Анджелесе, и на студии «Greenwich Studios» в Майами, а также в парках «Bill Baggs Cape Florida Sate» и «Oleta River State».
Практически все школьные сцены были отсняты в школе «Ransom Everglades» в городе Коконат-Гров, штат Флорида.

## Критика
На сайте-агрегаторе Rotten Tomatoes фильм имеет рейтинг 62% на основе 61 отзыва.

## Факты
- Во время съёмок сцен у реки съёмочная группа заметила что-то в воде — оказалось, что это труп, который вытащила из воды прибывшая на место полиция[7].
- Даже в эротических сценах Нив Кэмпбелл не обнажалась — в её контракте прописан соответствующий пункт[7].
- Во время показа по телевидению из фильма были исключены все лесбийские сцены между Келли и Сьюзи[4].
- Режиссёр Джон МакНотон сказал, что удалил сцену, в которой персонажи Мэтта Диллона и Кевина Бейкона вместе принимают душ, так как посчитал её слишком гомосексуальной[7].
- Роберт Дауни-младший получил роль Сэма, но вынужден был покинуть проект[7].
- В интервью журналу «Maxim» Кевин Бейкон сообщил, что хотя по контракту он не должен оголяться перед камерой, технически он может засудить самого себя за нарушение условий как продюсера картины[7].
- Фильм попал на 3 строчку в списке лучших лесбийских сцен в кино по мнению ресурса «MadeMan.Com»[9].
- Персонаж Билла Мюррея занимает всего 20 минут экранного времени[7].
- В интервью для «Entertainment Weekly» Нив Кэмпбелл рассказала, что Мэтт Диллон и Дениз Ричардс выпили текилы перед съёмками сцены группового секса, чтобы снять напряжение[7].
- Это первый проект, на котором Кевин Бейкон также выполнил обязанности продюсера[7].
- Картина получила смешанные отзывы[10].
- Похожий сюжет с троицей, которая провела всех в суде, использовался в телесериале Двойник, где в главной роли снялась Сара Мишель Геллар.

## Саундтрек
Официальный альбом с инструментальной музыкой, написанной Джорджем С. Клинтоном, был выпущен 7 апреля 1998 года:
1. Main Title (02:58)
2. Gator Tango (02:19)
3. I Had My Chance (в исполнении Morphine) (03:05)
4. Outside (02:00)
5. Lizard Road (02:25)
6. Gremlin (01:49)
7. After Tonight (05:16)
8. DFMO (02:09)
9. Dom Periodontal (02:20)
10. Dead Kelly (02:13)
11. Good Shooting (01:16)
12. Murder For The Money (в исполнении Morphine) (03:37)
13. End Credits (05:15)

В фильме также звучали песни:
- «Salsa Caliente» — Tito Puente
- «I Want What I Want» — Lauren Christy
- «Semi-Charmed Life» — Third Eye Blind
- «Love Machine» — The Miracles
- «Why Can’t We Be Friends» — Smash Mouth
- «Can’t Get Enough Of Your Love Babe» — Barry White
- «Bailadores» — Joe Cuba
- «Hold Your Eyes» — Sugar Ray
- «Goodtime Charlie’s Got The Blues» — Danny O’Keefe
- «I Saw Red» — Transister
- «The Poor Side Of Town» — Johnny Rivers
- «The Good Life» — Rat Bat Blue
- «Not An Addict» — K’s Choice
- «Someday (You’ll Want Me To Want You)» — Sweet Emily
- «Louie, Louie» — Iggy Pop
- «I Had My Chance» — Morphine
- «Murder For The Money» — Morphine
- «Bahamian Party»

## Награды[13]
- 1998: Los Angeles Film Critics Association Awards — Лучший актёр второго плана, Билл Мюррей (также за фильм «Академия Рашмор») (Выиграл)
- 1999: ALMA — Выдающееся исполнение женской роли, Дафна Рубин-Вега (Номинация)
- 1999: Saturn Award — Лучшая музыка, Джордж С. Клинтон (Номинация)
- 1999: Blockbuster Entertainment Awards — Лучшее исполнение женской роли второго плана в триллере, Дафна Рубин-Вега (Выиграла)
- 1999: MTV Movie Awards — Лучший поцелуй, Мэтт Диллон, Дениз Ричардс и Нив Кэмпбелл (Номинация)